# Кјоди I (Бреша)
Кјоди I је насеље у Италији у округу Бреша, региону Ломбардија.
Према процени из 2011. у насељу је живело 231 становника. Насеље се налази на надморској висини од 75 м.